# Алитирование
Алитирование, алюминирование (от нем. alitiren, от Al — алюминий) — покрытие поверхности стальных деталей алюминием для защиты от окисления при высоких температурах (700—900 °C и выше) и сопротивления атмосферной коррозии. Один из методов упрочнения машин и деталей.

## Материалы, допускаемые к алитированию
Чаще всего алитируются детали из малоуглеродистых аустенитных сталей и жаропрочных сплавов.

## Проведение алитирования
Алитирование проводят в порошкообразных смесях
(50 % Al или ферроалюминия, 49 % Al2O3 и 1 % NH4CI
или 99 % ферроалюминия и 1 % NH4CI).
При 1000 °C и выдержке в течение 8 ч образуется слой в 0,4—0,5 мм, насыщенный алюминием.
Алитирование выполняется также:
металлизацией (на поверхность детали наносят слой алюминиевого порошка и после изоляционной обмазки деталь подвергают диффузионному отжигу);
покраской деталей алюминиевой краской (с последующим диффузионным отжигом в защитной атмосфере);
погружением в расплав алюминия (с 6—8 % кремния (Si)) при 700—800 °C с последующей выдержкой,
при этом концентрация алюминия в поверхностной части слоя составляет ~ от 80 % и выше.
Толщина слоя 20-1000 мкм в зависимости от длительности нахождения в расплаве.
Твёрдость алитированного слоя (на поверхности) до 500 HV, износостойкость наиболее высокая из всех методов
Алитированный слой обладает лучшим, чем цинковый слой, сопротивлением коррозии в атмосфере и морской воде.
Для небольших изделий более доступен метод алитирования с помощью газотермического напыления

## Применение алитирования (алюминирования)
Алитирование (алюминирование) применяют при изготовлении клапанов автомобильных двигателей, лопаток и сопел газовых турбин, деталей аппаратуры для крекинга нефти и газа, труб пароперегревателей, печной арматуры, защиты от коррозии металлоконструкций и т. п. Алитирование в расплавленном алюминии широко используются вместо горячего цинкования (листы, проволока, трубы, строит, детали).